# Pervomaïski (Transbaïkalie)
Pour les articles homonymes, voir Pervomaïsk.
Pervomaïski (en russe : Первомайский) est une commune urbaine du kraï de Transbaïkalie, en Russie. Sa population s'élevait à 12 154 habitants en 2010.

## Géographie
Pervomaïski se trouve à 155 km au sud-est de Tchita et à 34 km au sud-ouest de Chilka.

## Histoire
Fondée en 1937 en tant que dépôt de métaux rares. Son nom actuel lui a été attribué en 1951. Entre 1960 et 1988, la ville se développe par la construction de nombreux services publics (écoles, crèches, hôpitaux) mais aussi par la création de centres commerciaux. De multiples entreprises s'y implantèrent par la suite.
Après une transition post-soviétique tourmentée sur le plan industriel, la commune urbaine demeure démographiquement et économiquement stable.

## Population
Recensements (*) ou estimations de la population  :
| 1959*  | 1970*  | 1979*  | 1989*  | 2002*  | 2010*  |
| ------ | ------ | ------ | ------ | ------ | ------ |
| 12 866 | 14 310 | 15 750 | 16 299 | 13 098 | 12 154 |